# Carl Haffter
Carl Haffter (* 26. Januar 1909 in Berg; † 13. Januar 1996 in Basel) war ein Schweizer Kinder- und Jugendpsychiater.

## Leben

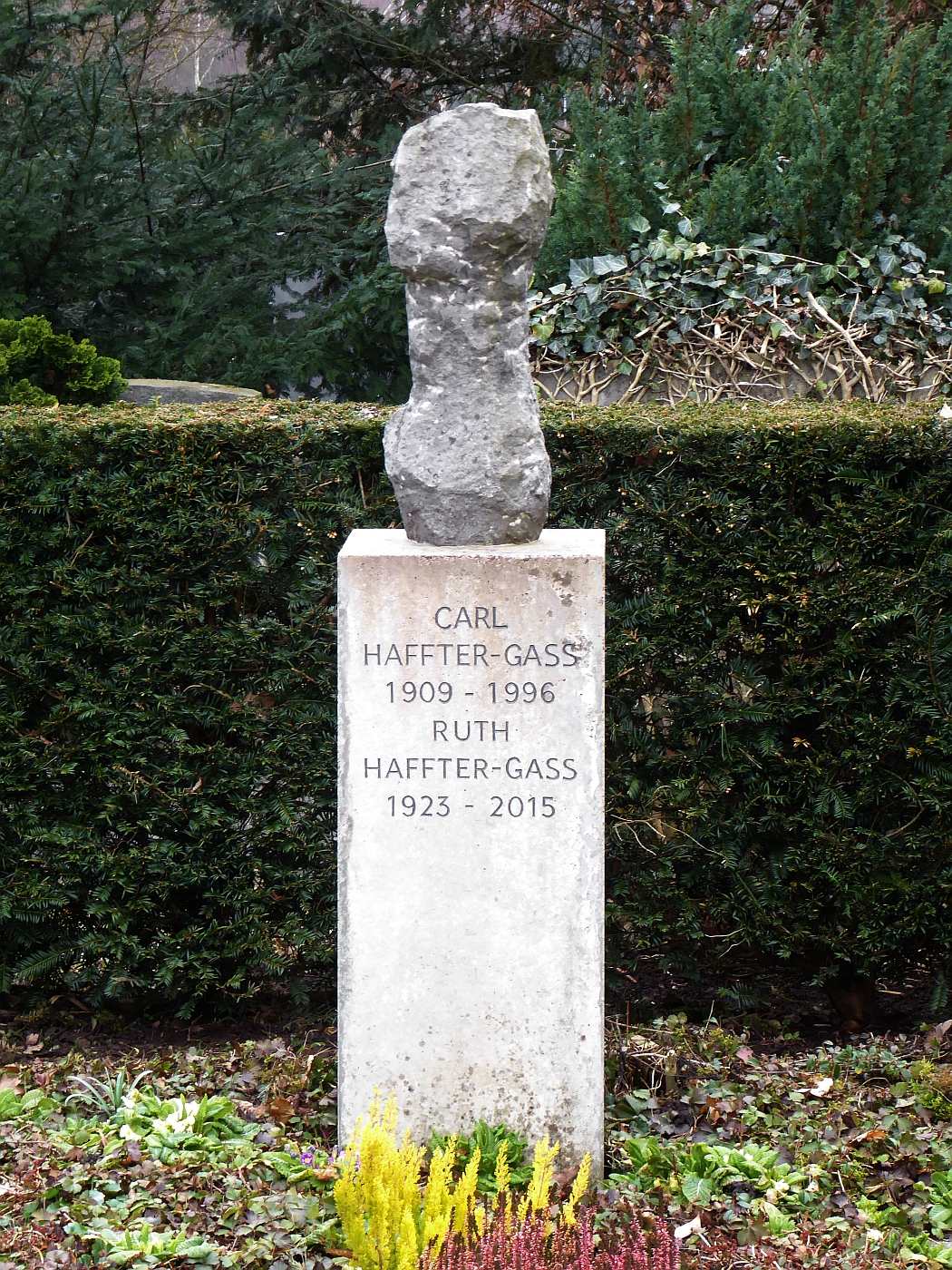
Grab auf dem Friedhof am Hörnli, Riehen, Basel-Stadt

Haffter stammte aus einer Ärztefamilie, sein Urgrossvater war Elias Haffter. Nach dem Staatsexamen 1934 wandte er sich der Psychiatrie zu. Er war ab 1942 Sekundar- bzw. Oberarzt der Kantonalen Heil- und Pflegeanstalt Friedmatt und ab Mai 1945 Leitender Arzt der Psychiatrischen Poliklinik am Petersgraben. Er wandte sich der Kinder- und Jugendpsychiatrie zu, der er sich ab Mitte 1955 ausschliesslich widmen konnte. So leitete er die neu gegründete Kinder- und Jugendpsychiatrische Poliklinik. 1973 wurde er zum ausserordentlichen Professor für Kinder- und Jugendpsychiatrie an der Universität Basel ernannt. 1974 wurde Haffter pensioniert. Sein Nachfolger wurde Dieter Bürgin.
Haffter war von Ende 1970 bis 1988 Präsident der Jury des von der SGGMN ausgelobten „Henry-E.-Sigerist-Preises für Nachwuchsförderung in der Geschichte der Medizin und der Naturwissenschaften“ und von 1982 bis 1988 Redakteur der von der SGGMN herausgegebenen Zeitschrift für Geschichte der Medizin und Naturwissenschaften Gesnerus.

## Schriften (Auswahl)
- Die Wirkung von schwerem Wasser (D₂O) auf Herz, Muskel und Nerv. Buchdruckerei Frei, Wehrli & Früh, Sirnach 1936 (Dissertation, Universität Basel, 1936).
- Heilung in der Schweiz. Schweizerische Zentrale für Verkehrsförderung, Zürich 1939.
- Kinder aus geschiedenen Ehen: Eine Untersuchung über den Einfluss der Ehescheidung auf Schicksal und Entwicklung der Kinder nach ärztlichen, juristischen und fürsorgerischen Fragestellungen. Huber, Bern 1948 (Habilitationsschrift, Universität Basel, 1948); 3. Auflage 1979, ISBN 3-456-80761-9.
- mit Gunnar Waage, Lenore Zumpe: Selbstmordversuche bei Kindern und Jugendlichen. Karger, Basel 1966.
- Die Ärztefamilie Haffter. In: Thurgauer Jahrbuch. Bd. 55, 1980, S. 35–45 (e-periodica.ch).
- (Bearbeiter/Herausgeber:) Tagebuch des Zürcher Medizinstudenten Elias Haffter aus dem Jahre 1823. Verlag Hans Rohr, Zürich 1976, ISBN 978-3858652003.